# جون جاي مايرز
جون جاي مايرز (بالإنجليزية: John J. Myers)‏ هو كاهن كاثوليكي أمريكي، ولد في 26 يوليو 1941 في أوتاوا في الولايات المتحدة.

## وصلات خارجية
- جون جاي مايرز على موقع إن إن دي بي (الإنجليزية)